# عزلة بني هات (إب)

تعديل مصدري - تعديل

عزلة منهات كما جا في المراجع التاريخية هي إحدى عزل مديرية العدين في محافظة إب اليمنية ويبلغ تعداد سكانها 13754 نسمة حسب التعداد السكاني في اليمن لعام 2004.

## روابط خارجية
- الجهاز المركزي للإحصاء بالجمهورية اليمنية
- المركز الوطني للمعلومات باليمن
- الدليل الشامل